# 恢復記憶治療
恢复记忆疗法（英語：Recovered-memory therapy）是一种笼统的心理治療术语，是使用一种或多种方法或技术来回忆记忆的疗法。 它不是指一种特定的，公认的治疗方法，而是几种有争议或未经证实的治療技术。例如催眠和引导性影像，以及使用镇静安眠药等。
目前很少會使用此方法治療創傷後壓力治療和其他分离性障碍。支持恢复记忆疗法的人声称，创伤性记忆可以被埋在潜意识中，并影响当前的行为，并且可以被恢复。 恢復記憶療法未列在DSM-IV中，也未得到主流道德和专业心理健康协会的推荐。由於恢復記憶治療有創造錯誤記憶的風險，可能違反「首先，不要傷害」原則，故不獲主流的心理學建議。